# Hôpital Leishenshan
L'hôpital Leishenshan (chinois simplifié : 雷神山医院 ; litt. « hôpital de la montagne du Dieu du tonnerre ») est, avec l'hôpital Huoshenshan, un des deux hôpitaux de campagne construits à Wuhan par le gouvernement chinois en réponse à la pandémie de Covid-19. L'hôpital est placé sous la direction de l'Armée populaire de libération.

## Histoire
Après l'hôpital Huoshenshan, la ville de Wuhan décide de construire un autre hôpital le 25 janvier situé au parking numéro 3 du village des athlètes dans le district de Jiangxia à Wuhan. Le 27 janvier, une commission annonce l'allocation de 300 millions de yuans pour la construction des deux hôpitaux. Le même jour, la State Grid Corporation of China annonce un don matériel équivalent à 60,28 millions de yuans pour la construction des hôpitaux. 
L'hôpital a ouvert le huit février 2020, avec une capacité de 1 600 lits.
Les deux hôpitaux ont été fermés le quinze avril de la même année.